# Erwin Raisz
Erwin Raisz (Levoča, 1er mars 1893 - Bangkok, 1er décembre 1968) est un cartographe américain d'origine hongroise, fondateur en 1945 la section cartographie de l'Association of American Geographers ; il est l'auteur de plusieurs ouvrages, dont Principles of Cartography (1962) et un Atlas de la Floride (1964)